# Takayuki Mae
Takayuki Mae (前 貴之 Mae Takayuki?), född 16 september 1993 i Hokkaido prefektur, är en japansk fotbollsspelare.
Mae började sin karriär 2011 i Consadole Sapporo (Hokkaido Consadole Sapporo). 2014 blev han utlånad till Kataller Toyama. Han gick tillbaka till Consadole Sapporo 2015. 2017 flyttade han till Renofa Yamaguchi FC.